# Tasmanonyx montanus
Tasmanonyx montanus is een hooiwagen uit de familie Triaenonychidae.